# Милен Куманов
Милен Костадинов Куманов е български историк, енциклопедист, библиограф, архивист, биограф и филантроп.

## Биография
Милен Куманов е роден на 13 февруари 1942 година в пазарджишкото село Пищигово, в семейството на Костадин и Илина Куманови. Между 1960 и 1965 година следва паралелно специалности „История“ и „Български език и литература“ в Софийския университет. Работи като библиограф в Окръжна библиотека „Георги Кирков” в Сливен, инспектор в отдел „Култура” на Окръжния народен съвет в Сливен, а от 1971 година става научен сътрудник в Института за история при БАН. Между 1972 и 1974 година е асистент по нова история в Медицинска академия, а от 1981 година е ст.н.с. ІІ степен (доцент) в Института за история при БАН.
Участва в многобройни национални, регионални, краеведски и международни научни форуми. Сред тях в Русия (Дубна, 1977); Румъния (Букурещ, 1980); Монголия (Уланбатор, 1982); Чехословакия (сега: Чехия; Бърно, 1982); Югославия (сега: Сърбия; Белград, 1988); Хърватия (Риека, 2008); Австрия (Виена, 2012); Сърбия (Цариброд, 2013); Украйна (Харков, 2016); Турция (Анкара, 2017); Австрия (Виена, 2018); Турция (Истанбул, 2019); Сърбия (Панчево, 2020); Украйна (Харков, 2021); Австрия (Виена, 2021). 
Пенсионира се през 2008 година, а през 2010 година депозира в Централния архив на БАН 230 свои ръкописни бележника с непубликувани историко-библиографски изследвания. През 2012 година заедно със съпругата си Александра Куманова предава част от личната си библиотека на Националната библиотека „Св. Св. Кирил и Методий” (НБКМ), Централната библиотека на Българската академия на науките (БАН), Библиотеката към Института за исторически изследвания при БАН, Библиотеката към Института за литература при БАН, Университета по библиотекознание и информационни технологии (УниБИТ).
Умира на 22 ноември 2021 година в София.